# Moiry (Ardenas)
Moiry é uma comuna francesa na região administrativa de Grande Leste, no departamento das Ardenas. Estende-se por uma área de 3,91 km². Em 2010 a comuna tinha 150 habitantes (densidade: 38,4 hab./km²).